# Nameless (Grimm)
Nameless (conocido como Juega mi Juego en Latinoamérica) es el décimo sexto episodio de la segunda temporada de la serie de televisión estadounidense de drama/policíaco/sobrenatural/Fantasía oscura: Grimm. El guion principal del episodio fue escrito por Akela Cooper, y la dirección general estuvo a cargo de Charles Haid.
El episodio se transmitió originalmente el 29 de marzo del año 2013 por la cadena de televisión NBC. En Hispanoamérica, el episodio debutó hasta cuatro meses de su estreno original el 29 de julio del mismo año por el canal Unniversal Chanel con subtítulos y doblaje al español estándar.
En este episodio Nick y Hank tienen que encontrar la manera de detener a un peligroso wesen que elige a sus víctimas en un juego en línea llamado Black Forest 2. El capitán Renard se reúne con su espía para planificar su siguiente movimiento. Por otra parte Juliette comienza a relacionar sus recuerdos con lo que sucedió la noche que cayó en coma.

## Argumento
Nick, Hank y Wu son llamados para resolver un nuevo caso de la semana, luego del asesinato de Brody Crawford, un técnico en computación que se encontraba celebrando el lanzamiento de la secuela de un popular videojuego en línea llamado Black Forest 2. Durante el proceso de investigación del caso, una de las conocidas de Brody, Jenna Marshal, recibe una llamada por parte del asesino. La llamada es registrada del mismo edificio, pero cuando Nick y Hank corren al punto de origen, los dos encuentran algunas páginas de diferentes libros que tienen escrito el mensaje clave: ¿Cuál es mi nombre?
En otra parte de la ciudad, Juliette está comenzando a hartarse de tener que lidiar con las borrosas, inaudibles y confusas visiones de Nick, por lo que para sacarse de dudas y no enfrentar el problema sola. La veterinaria recorre a la ayuda de Monroe y Rosalee para que la ayuden a recordar. En el momento en que los tres llegan al hogar de Juliette, la última contempla lo que parece ser a Nick con un viejo libro. Monroe deduce de inmediato que los recuerdos son sobre la noche que la veterinaria cayo en coma y también menciona el recomolque de la tía Marie, lo que provoca de inmediato la curiosidad de Juliette.
Nick y Hank deciden entrevistar a uno de los sospechosos del caso, Ridley Cooper, el exnovio de Jenna y un ávido fan de los videojuegos. Sin embargo para cuando los detectives entrevistan a Ridley, los dos se enteran del posible Modus Operandi del asesino, tras descubrir que Brody fue asesinado tres horas antes en el videojuego Black Forest por uno de los mejores jugadores, conocido como "Sin nombre". Con ayuda del jefe de Jenna, Dominick Spinner los detectives se las arreglan para localizar a Sin nombre en el preciso momento en que acaba con la hija del hilero, un avatar que según Dominick, le pertenece a Vicky Edwads, otra de sus empleados. Desafortunadamente para cuando los detectives van a buscar a la siguiente víctima, solo encuentran su cuerpo partido en la mitad y con otro aterrador mensaje por parte del sádico asesino.
Mientras tanto el Capitán Renard se reúne con su espía de Viena en Portland, para ponerse al tanto de las situaciones que han ocurrido recientemente con las familias reales. El espía advierte que Eric Renard ha estado extendiendo su influencia y también aporta un poco de información sobre las siete llaves de los caballeros de la cruzada. Durante la conversación entre los dos, Sean nota que un hombre de negocios los ha estado observando y usando sus habilidades como policía, el Zauberbiest consigue salvar a varios civiles de una bomba que había sido puesta por el misterioso hombre de negocios y eventualmente consigue asesinarlo. Más tarde Sean analiza la memoria que su aliado le entregó, la cual contiene los nombres de varios miembros de la resistencia.
En la comisaría Wu resuelve el acertijo que se encontraba situado en la nueva escena del crimen, al combinarlo con el mensaje anterior y al entrevistar a Jenna nuevamente. Se deja en claro que el asesino es una persona que se acercó a ella antes, pero la chica no es capaz de recordar su nombre, ni la apariencia del mismo. Usando como referencias los datos obtenidos, Nick y Hank investigan en el remolque de la tía Marie solo para terminar descubriendo que están lidiando con un Fuchsteufelwild, un wesen con apariencia de duende que disfruta de los juegos de acertijos que siempre tienen la misma solución: su nombre, que curiosamente siempre resulta ser un anagrama de Rumplestiltskin.
Con ayuda de una nueva investigación Nick y Hank descubren que el nombre de Sin nombre es Trinket Lipslums. Con dicho dato Jenna finalmente recuerda que fue un técnico que la invitó a salir una vez pero se olvidó de la cita, además de que él la había ayudado a ella y a su equipo a terminar el juego a tiempo, explicando de esa manera su rencor hacia ella y su equipo. Pese a saber la culpa de Jenna, lapolicía la ayuda a sorprender al asesino al derrotarlo en su propio juego en Black Forest. No obstante Trinket no se rinde tan fácilmente y rastrea a su enemiga hasta su hogar, solo para terminar siendo emboscado por la policía de Portland. Sin más opciones disponibles, Trintek decide optar por suicidarse para la sorpresa de Nick y Hank.
En el hogar de Monroe, este le comenta a Nick que Juliette está interesada en ver el remolque de la tía Marie y que no hacerlo, ella se irá de Portland para siempre.

## Elenco
- David Giuntoli como Nick Burkhardt.
- Russell Hornsby como Hank Griffin.
- Bitsie Tulloch como Juliette Silverton.
- Silas Weir Mitchell como Monroe.
- Sasha Roiz como el capitán Renard.
- Reggie Lee como el sargento Wu.
- Bree Turner como Rosalee Calvert.

## Producción
La frase tradicional y parte de la trama del episodio se desprendió del reconocido relato Rumpelstiltskin.
Este fue el primer episodio de la segunda temporada en ser filmado en el año 2013. La guionista del episodio público en su Twitter muchas de las fotos de la producción.

### Guion
En un artículo de TvGuide donde se entrevistó a los miembros del elenco sobre las nuevas novedades de wesen que involucraban los nuevos episodios, la actriz Bitsie Tulloch dio unos pequeños detalles: 

"Tenemos un concepto muy moderno y cool de Rumplestilskin."

A tan solo días del estreno del episodio, la página de la NBC eventualmente lanzó en internet fotos promocionales con información de la nueva criatura introducida.

### Continuidad
- Renard y su espía se revelan como ayudantes de la resistencia.
- Juliette recuerda pequeños fragmentos de la noche en la que Nick le confesó su identidad como un Grimm.

## Recepción

### Audiencia
En el día de su transmisión original en los Estados Unidos por la NBC, el episodio fue visto por un total de 4.860.000 de telespectadores. Sin embargo el total de personas que vieron y descargaron el episodio en internet fue de 7.530.000

### Crítica
Kevin McFarland de AV Club le dio a episodio una C- en una categoría de la A a la F argumentando: "Es el peor episodio de la segunda temporada de Grimm por un amplio margen, a la par con el desastroso episodio inspirado en Cenicienta: "Happily Ever Aftermath" de hace casi un año. Es una reelaboración cursi comparada con la del personaje de Once Upon a Time el cual debo decir ha tenido un poco más de éxito, y no es frecuente que una persona como yo admita algo como esto.."